# Afairiguana
Afairiguana avius — вимерла ящірка-ігуаніда, відома за майже повним і зчленованим скелетом, виявленим у скелях ранньоеоценової формації Грін-Рівер у Вайомінгу, США. Відповідно до початкового опису, скелет належить найстарішому повному ігуаніду із Західної півкулі та є найстарішим представником сучасної родини Polychrotidae.

## Палеоекологія
Afairiguana — одна з кількох ящірок, відомих із члена Fossil Butte формації Green River. Ця гірська одиниця є частиною Fossil Lake, найменшої та найкоротшої з трьох доісторичних озерних систем, що складають формацію Грін-Рівер. Відкладення озера включають вулканічний попіл, датований 51,66 мільйонами років тому, під час раннього еоцену. Місцезнаходження Уорфілд-Спрінгс могло бути частиною дельтової системи. Скам'янілості у великій кількості в Fossil Lake ілюструють різноманітне скупчення рослин, двостулкових молюсків, равликів, ракоподібних, комах, скатів, кісткових риб, саламандр, черепах, ящірок, змій, крокодилів, птахів і ссавців.